# Уильямс, Чарльз Эндрю
Чарльз Эндрю Уильямс (англ. Charles Andrew Williams, род. 8 февраля 1986 года) — американский убийца, который в возрасте 15 лет 5 марта 2001 открыл стрельбу в «Santana High School» (Санти, Калифорния, США). 2 человека погибли, 13 получили ранения. Стрелок был арестован на месте преступления при попытке самоубийства. В настоящее время Уильямс отбывает 50-летний срок лишения свободы, к которому он был приговорен 15 августа 2002 года.

## Биография
Чарльз Уильямс родился в «Frederick Memorial Hospital» (Фредерик, Мэриленд, США) у Линды Уильямс и Чарльза Джеффри. При рождении был крупным ребёнком, и матери пришлось делать кесарево сечение. У Чарльза был брат Майкл, родившийся на 5 лет раньше, в 1981 году. Первые 8 месяцев жизни Чарльз прожил с семьей в квартире во Фредерике.
Затем они перебрались в Форт-Детрик, что было намного ближе к месту работы его матери, которая была сотрудником Военно-медицинского центра армии США. Его отец также был военным. В июне 1989 он был переведён в состав контингента вооруженных сил НАТО на Ближнем Востоке. Вскоре после рождества 1990 его родители развелись. В результате развода Майкл остался с матерью, а Чарльз — с отцом.
В 1991 году Уильямс с отцом переехал в Хагерстон. Однако в 1992 они вновь вернулись во Фредерик. Он учился в «Brunswick Middle School», однако в августе 1999 отец решил сменить обстановку и переехал вместе с сыном в Твинтенпальмс (Калифорния, США). В 2000 они окончательно перебрались ближе к дому дедушки будущего убийцы, в Санти. 7 февраля 2001 года в автомобильной аварии погиб лучший друг Чарльза — Эндрю.

## Старшая школа
В 2000 году Чарльз Уильямс пошел обучаться в «Santana High School». Там его приняли неудачником, часто издевались и избивали. Тогда Уильямс подружился с группой скейтеров-неформалов и стал проводить с ними много времени, однако и они вскоре стали издеваться над ним, и ему пришлось уйти. По рассказам очевидцев, Уильямс как минимум два раза упоминал о желании повторить «Колумбайн». Первый раз он обмолвился об этом в разговоре с одним из знакомых в 20-х числах февраля 2001 года. Второй раз 3 марта 2001 за два дня до нападения. Также за день до нападения Уильямс в отместку за издевательства украл и сломал два скейтборда у группы скейтеров-неформалов, с которыми некоторое время назад имел дружбу. Утром в понедельник 5 марта 2001 он украл из отцовского стола в их квартире восьмизарядный револьвер Arminius HW-7 22-го калибра и патроны к нему.

## Стрельба
В понедельник, 5 марта 2001 года в 9:20 утра Чарльз Уильямс, вооруженный восьмизарядным револьвером Arminius HW-7 22-го калибра, зашел в мужской туалет и застрелил ученика-первокурсника 14-летнего Брайана Зукера. Затем он вышел в коридор и начал беспорядочно стрелять по людям. В результате был убит 17-летний Рэнди Гордон, и ранены еще несколько человек. Уильямс после этого вновь вернулся в туалет, где перезарядил револьвер, и вновь открыл огонь по ученикам. Затем он повторял эти действия ещё по крайней мере один раз. Вскоре в туалет, пытаясь разобраться в происходящем, вошли учитель-стажер Тим Эстес и сотрудник безопасности учебного заведения — Питер Руис, однако Уильямс несколько раз выстрелил в них. Руис получил три ранения — одно в плечо и два в спину, а Эстес был ранен в живот, но оба успели выскочить из под обстрела и скрыться.
Вскоре к туалету подошли два школьных полицейских, которые резко ворвались в уборную, и обезоружили стрелка. Тем временем школу окружили более 15 машин полиции и скорой. Также для зачистки школы был вызван спецназ. Пострадавших доставили в больницы. Тяжелораненого Питера Руиса доставили в больницу при университете Калифорнии, где его успешно прооперировали. Арестованного стрелка доставили в местный полицейский участок. Всего в результате стрельбы были убиты два человека и ранены ещё 13 (11 учеников и 2 учителя).

## Расследование и суд
В тот же день на первом допросе Уильямс заявил, что причиной стрельбы стали издевательства в школе. Он заявил, что действовал спланировано и в одиночку. 20 июня 2002 Уильямс пошел на сделку со следствием и признал себя виновным по всем пунктам обвинения, что позволило ему избежать пожизненного лишения свободы, так как судить его было решено как взрослого. 15 августа 2002 Федеральный суд Калифорнии признал его виновным в умышленном убийстве 2-х лиц, 13 случаях нанесения тяжких телесных повреждений и незаконном ношении оружия, и приговорил к 50 годам тюремного заключения с правом на условно-досрочное освобождение не ранее чем через 48 лет.
В качестве даты начала отсчета срока было взято 5 марта 2001 года. Также суд обязал преступника выплатить $10 000 000 компенсации пострадавшим. После вынесения приговора Уильямс принес извинения суду и родственникам погибших и пострадавших людей. 1 марта 2004 Чарльз Эндрю Уильямс был переведен в тюрьму для взрослых. В сентябре 2010 года его адвокат решил, что суд вынес слишком суровый приговор и подал прошение о пересмотре дела и уменьшении срока для Чарльза с 50 до 25 лет, с учетом уже отбытия 9 лет заключения до 16 лет. Комиссия рассмотрела, однако отклонила прошение.
В настоящее время Чарльз Эндрю Уильямс отбывает свой приговор в тюрьме «Ironwood State Prison» с наивысшим уровнем охраны в одиночной камере. В этой тюрьме также содержатся ещё 3900 особо опасных преступников. По крайней мере два раза в 2006 и 2008 Уильямс давал интервью СМИ. Уильямса должны были выпустить на свободу 5 марта 2051 года, но из-за переполненности тюрем для его условно-досрочного освобождения была установлена новая дата — 5 марта 2025 года.